# Manley Lanier Carter
Manley Lanier Carter (Macon, Georgia, 1947. augusztus 15. – Brunswick, Georgia, 1991. április 5.) amerikai orvos, pilóta, űrhajós.

## Életpálya
1969-ben az Emory Egyetem kémiából diplomázott, 1973-ban belgyógyászati ismeretekből tett doktori vizsgát. 1970-1973 között a North-American Soccer League (NASL) Atlanta Chiefs egyesület professzionista labdarúgója. 1974-ben belépett a haditengerészet állományába. Pilóta jogosítványát megszerezve F–4 szolgálati gépével, vezető orvosként az USS Forrestal (CVA 59) repülőgép-hordozó fedélzetén teljesített szolgálatot. 1982-ben TOPGUN kiképzésen vett részt. 1984-ben tesztpilóta kiképzésben részesült. Több mint 3000 órát tartózkodott a levegőben (repülő/űrrepülő), 160 leszállást végzett a repülőgép-hordozó fedélzetére.
1984. május 23-tól a Lyndon B. Johnson Űrközpontban részesült űrhajóskiképzésben. Egy űrszolgálata alatt összesen 5 napot, 00 órát, 6 percet és 48 (120 óra) másodpercet töltött a világűrben. 1991. április 4-én egy légibalesetben életét vesztve köszönt el az űrhajósoktól.

## Űrrepülések
STS–33, a Discovery űrrepülőgép 9. repülésének küldetés specialistája. Egy űrszolgálata alatt összesen 5 napot, 00 órát, 6 percet és 48 másodpercet töltött a világűrben. 3 400 000 kilométert (2 100 000 mérföldet) repült, 79 kerülte meg a Földet.